# Jerzy Stanisław Majewski
Jerzy Stanisław Majewski (ur. 19 września 1959) – polski dziennikarz, publicysta, varsavianista, historyk sztuki. Dziennikarz „Gazety Stołecznej” (warszawskiego dodatku do „Gazety Wyborczej”). 

## Życiorys
W 1979 ukończył III Liceum Ogólnokształcące im. gen. Józefa Sowińskiego w Warszawie. Z wykształcenia jest historykiem sztuki.
Autor cyklu artykułów Warszawa nieodbudowana publikowanych od 1993 na łamach „Gazety Stołecznej” poświęconych architekturze i mieszkańcom stolicy.
Autor i współautor kilkunastu książek i albumów o Warszawie.
W 2005 otrzymał nagrodę Stowarzyszenia Autorów ZAiKS im. Karola Małcużyńskiego za varsaviana, w 2013 Nagrodę Klio III stopnia w kategorii varsaviana, a w 2016 Medal „Powstanie w Getcie Warszawskim”.

## Publikacje
- Warszawa nie odbudowana (z Tomaszem Markiewiczem), wyd. DiG, Warszawa 1998, ISBN 83-7181-027-X.
- Warszawa nieodbudowana. Metropolia belle époque, Agencja Wydawnicza VEDA, Warszawa 2003, ISBN 83-85584-82-X.
- Warszawa nieodbudowana. Lata dwudzieste, Agencja Wydawnicza VEDA, Warszawa 2004, ISBN 978-83-61932-01-7.
- Warszawa nieodbudowana. Lata trzydzieste, Agencja Wydawnicza VEDA, Warszawa 2005, ISBN 83-85584-91-9.
- Warszawa nieodbudowana. Królestwo Polskie 1815–1830, Agencja Wydawnicza VEDA, Warszawa 2009, ISBN 978-83-61932-00-03.
- Spacerownik po warszawskich cmentarzach, Wydawnictwo Agora, Warszawa 2009, ISBN 978-83-7552-713-1.
- Spacerownik. Śladami Marii Skłodowskiej-Curie (z Piotrem Cieślińskim), Wydawnictwo Agora, Warszawa 2011, ISBN 978-83-268-0506-6.
- Budujemy nowy dom. Odbudowa Warszawy w latach 1945–1952 (z Tomaszem Markiewiczem), Dom Spotkań z Historią, Warszawa 2012, ISBN 978-83-62020-51-5.
- Warszawa nieodbudowana. Żydowski Muranów i okolice, Wydawnictwo Agora, Warszawa 2012, ISBN 978-83-268-0764-0.
- Przewodnik po powstańczej Warszawie (z Tomaszem Urzykowskim), Muzeum Powstania Warszawskiego i Świat Książki, Warszawa 2012, ISBN 978-83-273-0091-1; Muzeum Powstania Warszawskiego i Księży Młyn, Warszawa 2024, ISBN 978-83-7729-763-6.
- Spacerownik po żydowskiej Warszawie (z Jarosławem Zielińskim), Wydawnictwo Agora i Muzeum Historii Żydów Polskich, Warszawa 2014, ISBN 978-83-268-1283-5.
- Spacerownik. Pałac Kultury i Nauki. Socrealistyczna Warszawa, Wydawnictwo Agora, Warszawa 2015, ISBN 978-83-268-2252-0.
- Spacerownik. Warszawa w filmie, Wydawnictwo Agora, Warszawa 2016, ISBN 978-83-268-2388-6.
- Historia warszawskich kin, Wydawnictwo Agora, Warszawa 2019, ISBN 978-83-268-2722-8.
- Sekrety Warszawy, Księży Młyn, Warszawa 2019, ISBN 978-83-7729-397-3.